# Panico sui vampiri del New England

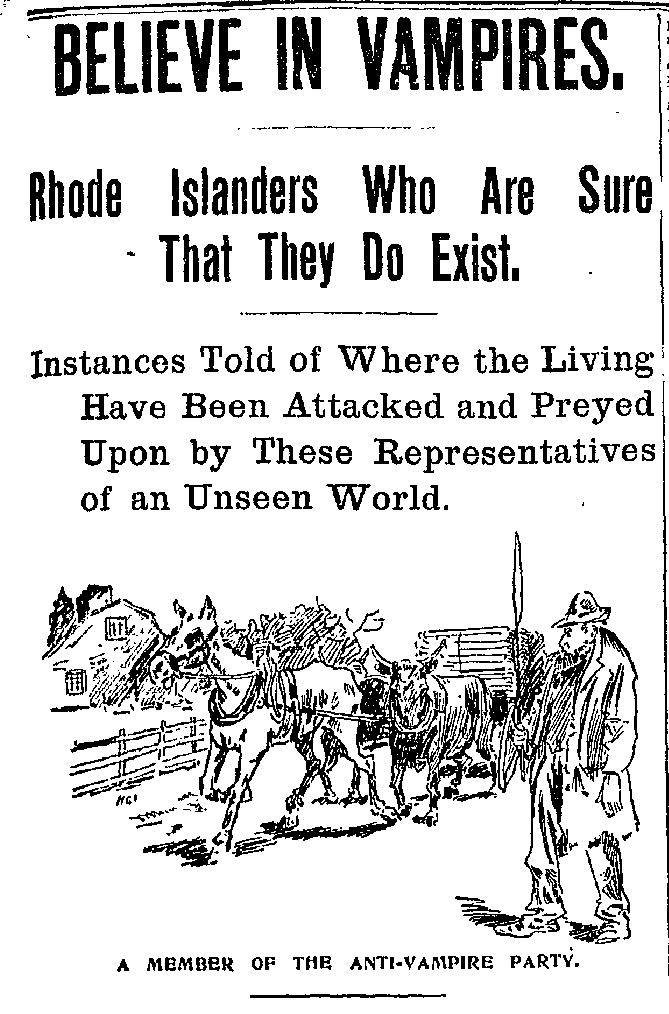
Manifesto satirico del Boston Daily Globe che accompagnava un articolo che descriveva le credenze superstiziose nelle zone rurali del Rhode Island

Il panico sui vampiri del New England fu la reazione allo scoppio della tubercolosi nel XIX secolo in tutto il Rhode Island, nel Connecticut orientale, nel Vermont e in altre parti del New England. Si pensava che la consunzione (tubercolosi) fosse causato dal defunto che consumava la vita dei loro parenti sopravvissuti. I corpi furono riesumati e gli organi interni bruciati ritualmente per impedire al "vampiro" di attaccare la popolazione locale e prevenire la diffusione della malattia. Casi notevoli hanno suscitato attenzione e commenti a livello nazionale, come quelli di Mercy Brown nel Rhode Island e Frederick Ransom nel Vermont.

## Contesto storico
La tubercolosi era conosciuta come "consunzione" al tempo, in quanto sembrava consumare il corpo di una persona infetta. Ora è nota per essere una malattia batterica, ma la causa era sconosciuta fino alla fine del XIX secolo. L'infezione si diffondeva facilmente in una famiglia; quindi, quando un membro della famiglia moriva di consunzione, altri membri venivano spesso infettati e gradualmente perdevano la salute. La gente credeva che ciò fosse dovuto al malato di tubercolosi deceduto che stava prosciugando la vita di altri membri della famiglia. La convinzione che la consunzione si diffondeva in questo modo era ampiamente diffusa nel New England e in Europa.
Nel tentativo di proteggere i sopravvissuti e scongiurare gli effetti della consunzione, i corpi di coloro che erano morti per la malattia furono riesumati ed esaminati. Si riteneva che il cadavere si nutrisse dei vivi se fosse stato determinato come insolitamente fresco, specialmente se il cuore o altri organi contenevano sangue liquido. Dopo aver identificato il colpevole, c'erano diversi modi proposti per fermare gli attacchi. Il più benigno di questi fu semplicemente quello di capovolgere il corpo nella sua tomba. In altri casi, le famiglie bruciavano gli organi "freschi" e seppellivano il corpo; a volte, il cadavere della persona sospettata di diffondere la maledizione veniva decapitato. I membri della famiglia colpiti inalano il fumo dagli organi bruciati o consumano le ceneri in un ulteriore tentativo di fermare gli effetti della maledizione.

## Vittime documentate
| Data di esumazione | Nome e durata della vita             | Luogo di esumazione                             | Note |
| ------------------ | ------------------------------------ | ----------------------------------------------- | --- |
| 1793               | Rachel (Harris) Burton (1770–1790)   | Manchester, Bennington County, Vermont          | Il diacono capo della congregazione Isaac Burton riesumò la sua prima moglie, Rachel, nel tentativo di salvare la sua seconda moglie Hulda (Powell) Burton che stava morendo di tubercolosi. Lo sforzo fallì e Hulda morì nel settembre 1793. |
| ca 1810            | cittadino sconosciuto di New Ipswich | New Ipswich, Hillsborough County, New Hampshire | Il Dr. John Clough di New Ipswich, NH riportò nel suo "The Influence of the Mind on Physical Organization" nel Boston Medical and Surgical Journal Volume XXI (1840): "In connessione con [queste superstizioni], non posso omettere di menzionare una circostanza che si verificò in questa città (New Ipswich), neanche da trent'anni e avvenimenti simili probabilmente accaduti in molte altre città del New England. Stava dissotterrando un corpo umano, che apparteneva a una famiglia fortemente colpita dalla consunzione, allo scopo di rimuoverne il cuore, che fu bruciato, le cui ceneri erano considerate un rimedio per quelli della famiglia che ancora vivevano e che potevano essere affette dalla stessa malattia. Ciò dimostra il fatto che quegli elementi di carattere magico facevano presa sulle menti degli uomini nei tempi antichi, non hanno cessato del tutto di influenzare la comunità nei nostri giorni relativamente illuminati ". |
| 1816–1817          | Samuel Salladay (1789–1815)          | Scioto County, Ohio                             | "UNA STRANA SUPERSTIZIONE. La famiglia di Philip Salladay proveniva dalla Svizzera, acquistò un lotto nella Concessione Francese e vi si stabilì. La consunzione si sviluppò in famiglia poco dopo il loro insediamento nella contea di Scioto. il capofamiglia e il figlio maggiore morirono e altri iniziarono a manifestare sintomi, quando si tentò di arrestare l'avanzamento della malattia attraverso un processo praticato in numerosi casi, ma senza successo. Si dissotterra una delle vittime, si prendono le sue viscere e si bruciano in un fuoco preparato allo scopo, alla presenza dei membri superstiti della famiglia, cosa che fu fatta di conseguenza nell'inverno 1816–1717, alla presenza di coloro che vivevano nel quartiere circostante, e dal maggiore Amos Wheeler, di Wheelersburg. Samuel Salladay era quello che hanno dissotterrato e offerto in sacrificio, per fermare se possibile l'ulteriore diffusione della malattia. Ma come altre nozioni superstiziose per quanto riguarda la cura delle malattie, si è rivelato inutile. Gli altri membri della famiglia continuarono a morire fino a quando l'ultimo se ne fu andato tranne George." |
| 1817               | Frederick Ransom (1797–1817)         | South Woodstock, Windsor County, Vermont        | |
| ca 1860s           | Fratello anonimo                     | Boston, Suffolk County, Massachusetts           | Nel 1873, la dott.ssa Lucy Abell riferì al Massachusetts State Board of Health: "Mi dispiacerebbe essere compresa nel raccomandare l'ubriachezza come cura [per la consunzione]. Ma ho conosciuto diversi casi in cui quasi tutta la famiglia da cinque a nove i bambini sono successivamente deceduti a causa della tisi. Infine, uno dei ragazzi per pura disperazione è passato all'eccessivo consumo di alcolici. Questi ragazzi hanno superato la mezza età e godono di buona salute quando sono stati ascoltati l'ultima volta. In due famiglie non meno di cinque o sei vittime sono morte per la consunzione. In ognuna c'era sempre un malato e poco prima della morte ne sarebbe stato colpito un altro. In una famiglia ricorrevano a quell'orribile superstizione: il bruciare il cuore ecc. dei morti e le ceneri inghiottite dai sopravvissuti nella speranza che il demone sarebbe stato esorcizzato dalla famiglia, ma non ha avuto successo, un altro figlio è morto e quindi il trattamento alcolico non è stato provato come rimedio, ma come mezzo di dimenticanza di un destino imminente e non sono a conoscenza di altre morti da allora."               |
| 1892               | Mercy Lena Brown (1872–1892)         | Exeter, Washington County, Rhode Island         | Caso Mercy Brown |

### Mercy Brown

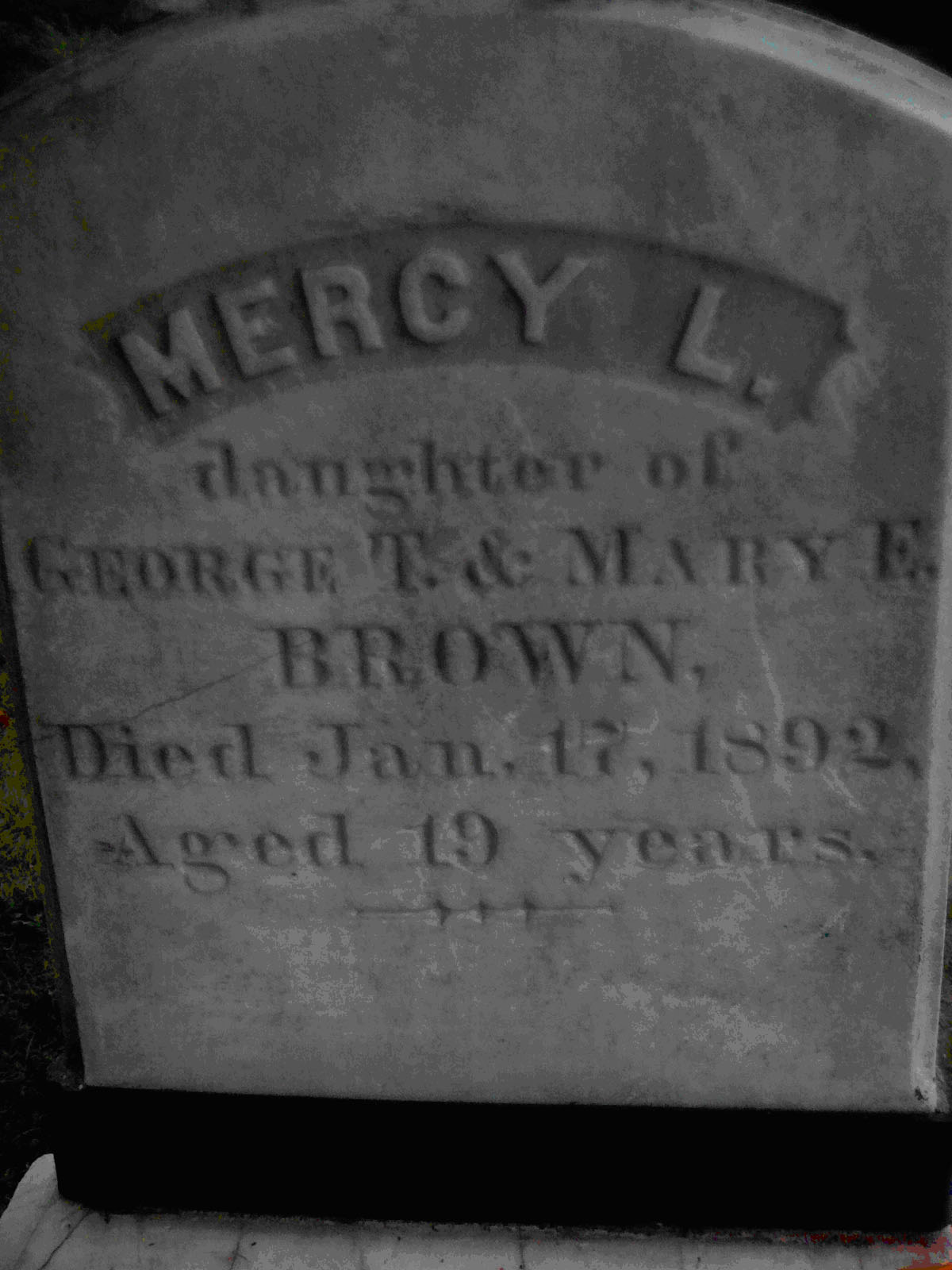
La lapide di Mercy Brown, una giovane donna accusata di vampirismo

Uno dei casi più famosi è quello di Mercy Brown. La madre di Mercy contrasse la tisi che si estese al resto della famiglia, trasferendosi a sua sorella, suo fratello e infine a Mercy. I vicini credevano che uno dei membri della famiglia fosse un vampiro che si nutriva della forza vitale degli altri membri della famiglia attraverso la malattia. Due mesi dopo la morte di Mercy, suo padre George Brown, che non credeva fosse colpa di un vampiro, permise a malincuore ad altri di riesumare i corpi della sua famiglia. Si scoprì che il corpo di Mercy mostrava pochi segni di decomposizione e aveva sangue "fresco" nel suo cuore. Questo bastò a convincere gli abitanti del villaggio che Mercy Brown era la causa della consunzione. Il cuore e il fegato furono bruciati, mescolati con acqua e dati da bere al fratello di Mercy che nel frattempo si era ammalato. Morì due mesi dopo nonostante il "trattamento".

### Frederick Ransom
Frederick Ransom di South Woodstock (Vermont) morì di tubercolosi il 14 febbraio 1817 all'età di 20 anni. Suo padre era preoccupato che Ransom avrebbe attaccato la sua famiglia, quindi lo fece riesumare e il suo cuore bruciò nella fucina di un fabbro. Ransom era uno studente del Dartmouth College di famiglia benestante; fu insolito che cadesse vittima del panico sui vampiri, che era più comune tra le comunità meno istruite.

## Reazioni del tempo
Henry David Thoreau scrisse nel suo diario del 26 settembre 1859: "Il selvaggio nell'uomo non è mai del tutto sradicato. Ho appena letto di una famiglia nel Vermont - che, molti dei suoi membri morti per consunzione, hanno appena bruciato i polmoni, il cuore e il fegato dell'ultimo defunto, al fine di impedire che ce ne fossero altri ", come riferimento alla superstizione contemporanea. Quando gli abitanti del Rhode Island rurale si trasferirono a ovest nel Connecticut, i locali li percepivano come "non istruiti" e "viziosi", in parte dovuti alle credenze dei vampiri del Rhode Island nel vampirismo. I giornali erano anche scettici, definendo la credenza nel vampirismo una "vecchia superstizione" e una "idea curiosa".
Mentre la stampa ha respinto questa pratica come superstizione, il rogo degli organi è stato ampiamente accettato come medicina popolare in altre comunità. A Woodstock, dove era ancora presente la credenza locale, i registri comunali riportano centinaia di curiosi che assistevano al rogo del cuore di Frederick Ransom.

## Terminologia
È improbabile che i defunti fossero stati riconosciuti come vampiri dalle loro famiglie colpite, perché la parola non era di uso comune nella comunità in quel momento. Tuttavia, il termine era usato dai giornali e dagli estranei all'epoca a causa della somiglianza con le credenze contemporanee sui vampiri nell'Europa orientale.
Queste credenze erano molto diverse dai vampiri rappresentati nella moderna cultura popolare. Michael Bell condusse uno studio antropologico sul fenomeno nel New England e respinse quella narrativa moderna: "Nessun resoconto credibile descrive un cadavere che in realtà lascia la tomba per succhiare il sangue, e ci sono poche prove che suggeriscono che coloro che sono coinvolti nella pratica si riferivano al "vampirismo" o al sospetto cadavere come "vampiro", sebbene i resoconti dei giornali usassero questo termine per riferirsi alla pratica.